# Perú en los Juegos Olímpicos de México 1968
Perú estuvo representado en los Juegos Olímpicos de México 1968 por un total de 28 deportistas, 16 hombres y 12 mujeres, que compitieron en 8 deportes.
El equipo olímpico peruano no obtuvo ninguna medalla en estos Juegos.